# آتان، ارمنستان
آتان (به ارمنی: Աթան) یک روستا در ارمنستان است که در استان لوری واقع شده‌است. آتان در ۶۳ کیلومتری شمالشرق وانادزور، مرکز استان لوری واقع شده است.

## خصوصیات
آتان  ۳۹۶ نفر جمعیت دارد و در ارتفاع ۱۶۵۰ متر بالاتر از سطح دریا قرار گرفته است.
| سال   | ۱۸۷۳ | ۱۸۹۷ | ۱۹۱۹ | ۱۹۲۶ | ۱۹۵۹ | ۱۹۷۹ | ۲۰۰۱ | ۲۰۰۴ |
| جمعیت | ۱۰۴  | ۲۳۵  | ۴۳۳  | ۵۰۰  | ۶۱۴  | ۶۰۱  | ۳۹۶  | ۳۳۸  |